# Гонзага ди Молфета
Гонзага ди Молфета (на италиански: Gonzaga di Molfetta) е второстепенен клон на херцозите на Мантуа, по-известен като Гонзага ди Гуастала.

## История
На 3 октомври 1522 г. император Карл V издига град Молфета в княжество и дава на Феранте ди Капуа, херцог на  Термоли, титлата на княз. На 29 ноември 1523 г. Феранте умира в Милано и по завещание оставя първородната си дъщеря си Изабела наследница на феода.
Клонът възниква, когато Феранте I Гонзага, верен на император Карл V, който се бие в Пулия през 1529 г., става княз на Молфета, се жени за Изабела ди Капуа,. Когато баща ѝ умира през 1523 г., Изабела донася Княжество Молфета като своя зестра, което преминава под властта на сем. Гонзага. Феранте I, който умира през 1557 г., е наследен от сина си Чезаре I, на когото се приписват градските стени на Молфета.
Потомците на Феранте налагат тежки данъци, до голяма степен поради необходимостта от защита на самия град, което причинява сериозна бедност сред населението.
Клонът, който става суверен на Херцогство Гуастала през 1621 г., продължава, докато княз Феранте III не продава феода и Княжество Молфета на 2 април 1640 г. на Джовани Стефано Дория от Генуа, запазвайки само титлата на княз.

### Князе на Молфета
| управление  | изображение | име         | раждане и смърт |
| 1529 - 1557 |             | Феранте I   | (1507 - 1557 )  |
| 1557 - 1575 |             | Чезаре I    | (1530 - 1575)   |
| 1575 - 1630 |             | Феранте II  | (1563 - 1630)   |
| 1630 - 1632 |             | Чезаре II   | (1592 - 1632)   |
| 1632 - 1640 |             | Феранте III | (1618 - 1678)   |